# Штегервальд, Адам
Адам Ште́гервальд (нем. Adam Stegerwald; 14 декабря 1874, Гройсенхайм — 3 декабря 1945, Вюрцбург) — немецкий политик времён Веймарской республики, бывший министр труда и транспорта, министр-президент Пруссии, обер-президент провинции Бранденбург. Один из основателей партии Христианско-социальный союз.

## Жизнь и работа в период монархии
Родившись в семье мелкого крестьянина, Штегервальд с 1881 по 1888 посещал местную школу в Гройссенхайме. Затем получил профессию столяра в Вюрцбурге. После окончания учёбы отправился в путешествие по южной Германии и Швейцарии. В 1893 вошёл в мужской католический союз Гюнцбурге (Швабия). В Мюнхене, в 1896 году, включился в деятельность Рабочего союза партии Центра. Прежде всего выступал за создание христианского профсоюзного движения. В 1899 был среди первых председателей христианского объединения работников деревообрабатывающей промышленности, которое возглавлял до 1903 года.
Изучая в университете Мюнхена с 1900 по 1902 политэкономию и национальную экономику, был слушателем лекций немецкого экономиста-реформатора Луйо Брентано. С 1903 по 1905 годы посещал лекции в высшей торговой школе в Кёльне. С 1903 по 1929 годы — генеральный секретарь объединения христианских профсоюзов Германии. Параллельно с этим, с 1908 по 1914 год, был секретарём «Международного христианского профсоюза», деятельность которого впрочем не развивалась.
В концепции профсоюзной политики придерживался антисоциалистической линии, верности императору и немецкой колониальной политике, создавая тем самым на «Немецком конгрессе рабочих» противовес свободным профсоюзам. Разделял военный курс правительства и был с 1916 по 1919 год членом правления имперского министерства продовольствия. С 1917 по 1918 год входил в Верхнюю палату Пруссии.

## Во время Веймарской республики

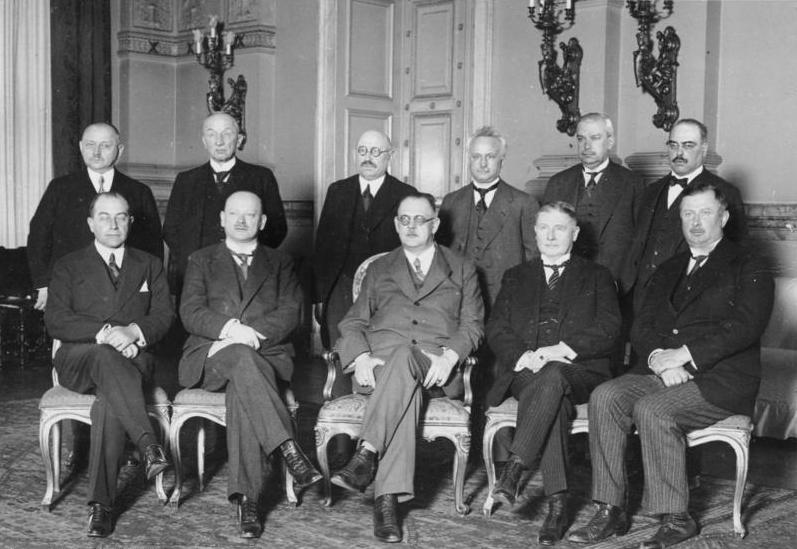
Правительство Германа Мюллера. Апрель 1929.
Штегервальд в верхнем ряду, в центре (третий слева)

Как представитель христианских профсоюзов, 15 ноября 1918 года подписывал соглашение комиссии между союзами предпринимателей и профсоюзами. В начале 1919 года в серии книг генерального секретариата образования «Спорные вопросы революции» вышла в свет брошюра «Наша беда и наше спасение», в которой он высказал свою антибольшевистскую позицию. Продолжая возглавлять объединение христианских профсоюзов Германии, теперь он всё больше посвящал себя большой политике. В 1919 году участвовал в учредительном собрании, входил в состав комитета по разработке проекта Веймарской конституции.
В 1919—1921 годах был депутатом прусского земельного собрания. С марта 1919 по ноябрь 1921 года был министром общественного благосостояния Пруссии. С апреля по ноябрь Штегервальд занимал должность министр-президента Пруссии.
Во втором кабинете Германа Мюллера, с апреля 1929 по март 1930 года, Штегервальду был отведён пост министра транспорта. В правительстве Генриха Брюнинга руководил министерством труда. Как имперский министр по вопросам труда пытался спасти основы Веймарского социального государства в крайних условиях мирового экономического кризиса, однако из-за сопротивления тяжёлой промышленности потерпел неудачу. Уже тогда он предостерегал, что социальное обострение вызовет политическую радикализацию со стороны правых и левых сил.

## При национал-социалистах
21 февраля 1933 года, на предвыборном собрании в Крефельде Штегервальд подвергся физическому нападению национал-социалистов с нанесением телесных повреждений. И в марте 1933 года он вместе с другими руководителями партии Центра участвовал в переговорах с Адольфом Гитлером, в результате которых его партия соглашалась с законом о предоставлении Гитлеру чрезвычайных полномочий.
В июле 1933 года последовало исключение из Германского трудового фронта. Совместно с Вильгельмом Марксом и Генрихом Браунсом обвинялся в процессе против кёльнского издательства Volksverein-Verlag. Впрочем, в 1934 году процесс был остановлен. В событиях 30 июня 1934 года расправы избежал, благодаря защите влиятельных кругов рейхсвера (хотя и числился в расстрельных списках). В 1934—1935 годах исполнял функцию куратора двух женских монастырей в окрестностях Берлина. В 1935 году входил в состав пайщиков общества реализации торфа. В 1937 году купил многоквартирный дом на пенсионные сбережения. Пенсию, как бывшему министру, ему выплачивали вплоть до конца 1938 года. После того как его дом подвергся бомбардировке, в марте 1944 года вернулся в Гройссенхайм. После покушения 20 июля 1944 года был арестован в рамках последовавшей операции «Гроза». С 24 августа по 19 октября 1944 года содержался в вюрцбургской тюрьме.
В целом, никакого влияния во времена Третьего рейха Штегервальд не имел.

## Послевоенное время
Уже в 1920 году, на конгрессе христианских профсоюзов, Штегервальд представил свои соображения о создании партии, в основе политики которой лежало бы вероисповедание, которое должно было бы обращаться к самым широким слоям населения. Эти идеи получили свой резонанс только после конца Второй мировой войны.
В 1945 по инициативе американской оккупационной власти он назначался начальником окружного управления Нижняя Франкония. Штегервальд был во главе вюрцбургской группы, которая наряду с мюнхенской группой Йозефа Мюллера стояла в период лета-осени 1945 у истоков основания партии Христианско-социальный союз.
14 августа 1945 в беседе у Мюнхенской ратуши он высказал свои представления о новой партии с христианско-социальной основой. 21 августа в вюрцбургской ратуше выступил с речью «Где мы стоим?». Он видел главную причину катастрофы Второй мировой войны в продолжительной раздробленности Германии, которая, после запоздалого объединения в 19-м столетии, привела к неукротимой жажде власти. Раскаивался в совиновности в потворстве распространения «легенды о предательском ударе в спину», приведшей в конечном счёте к союзу президента Германии Гинденбурга с Гитлером. В своём выступлении Штегервальд требовал категорического признания демократии и отказа от мысли о государственном всевластии.
В декабре 1945 года Адам Штегервальд умер от воспаления лёгких.